# Dendrophthoinae
Dendrophthoinae, podtribus biljaka iz porodice ljepkovki, dio tribusa Lorantheae. Sastoji se od četiri roda iz Afrike, Australije, zapadnog Pacifika i jugoistočne Azije

## Rodovi
1. Dendrophthoe Mart. (33 spp.)
2. Helixanthera Lour. (40 spp.)
3. Tolypanthus (Blume) Rchb.  (7 spp.)
4. Trithecanthera Tiegh. (5 spp.)